# Dalcrue House

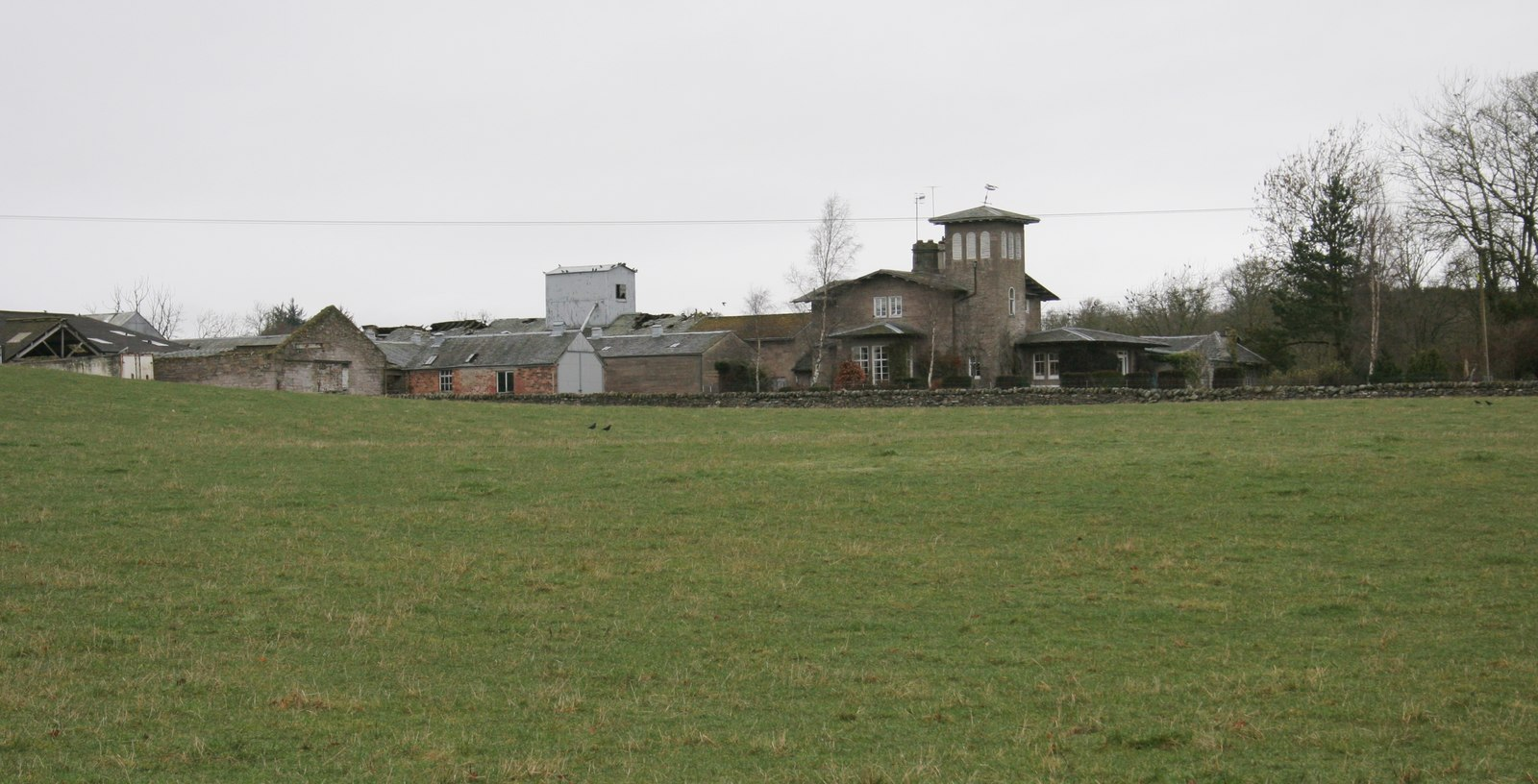
Dalcrue House

Dalcrue House ist eine Villa nahe der schottischen Ortschaft Methven in der Council Area Perth and Kinross. 1971 wurde das Bauwerk in die schottischen Denkmallisten in der höchsten Denkmalkategorie A aufgenommen.

## Beschreibung
Die Villa wurde im Jahre 1832 errichtet. Für den Entwurf zeichnet der bedeutende schottische Architekt William Henry Playfair verantwortlich. Playfair wählte einen Entwurf im historisierenden Italianate-Stil. Seine Originalpläne für Dalcrue House befinden sich heute im Besitz der Universität Edinburgh.
Dalcrue House steht weitgehend isoliert rund zwei Kilometer nordöstlich von Methven beziehungsweise nordwestlich von Almondbank. Rund 50 Meter nördlich befindet sich das rechte Ufer des Tay. Das Mauerwerk der zweistöckigen Villa besteht aus Bruchstein mit abgesetzten Natursteindetails. Die Fenster liegen nicht zurückversetzt in Aussparungen, sondern sind in einer Flucht mit der Fassade eingelassen. Wie typisch für den Italianate-Stil ist das asymmetrisch aufgebaute Gebäude mit einem Turm ausgeführt. Die abschließenden Dächer weisen nur eine geringe Neigung auf.